# Damir Čeković
Damir Čeković (Serbian Cyrillic: Дамир Чековић; sinh 19 tháng 3 năm 1990 ở Novi Sad) là một cầu thủ bóng đá Serbia. Tiền đạo này hiện tại thi đấu cho FK Bačka Bačka Palanka.

## Sự nghiệp câu lạc bộ
Damir Čeković thi đấu ở MŠK Žilina trong 2 năm và sau đó trở lại Novi Sad và đá cho FK Novi Sad ở Serbian First League. Năm 2013, anh chuyển đến FK Bačka từ Bačka Palanka.